# Mosteiro de São Julião de Samos

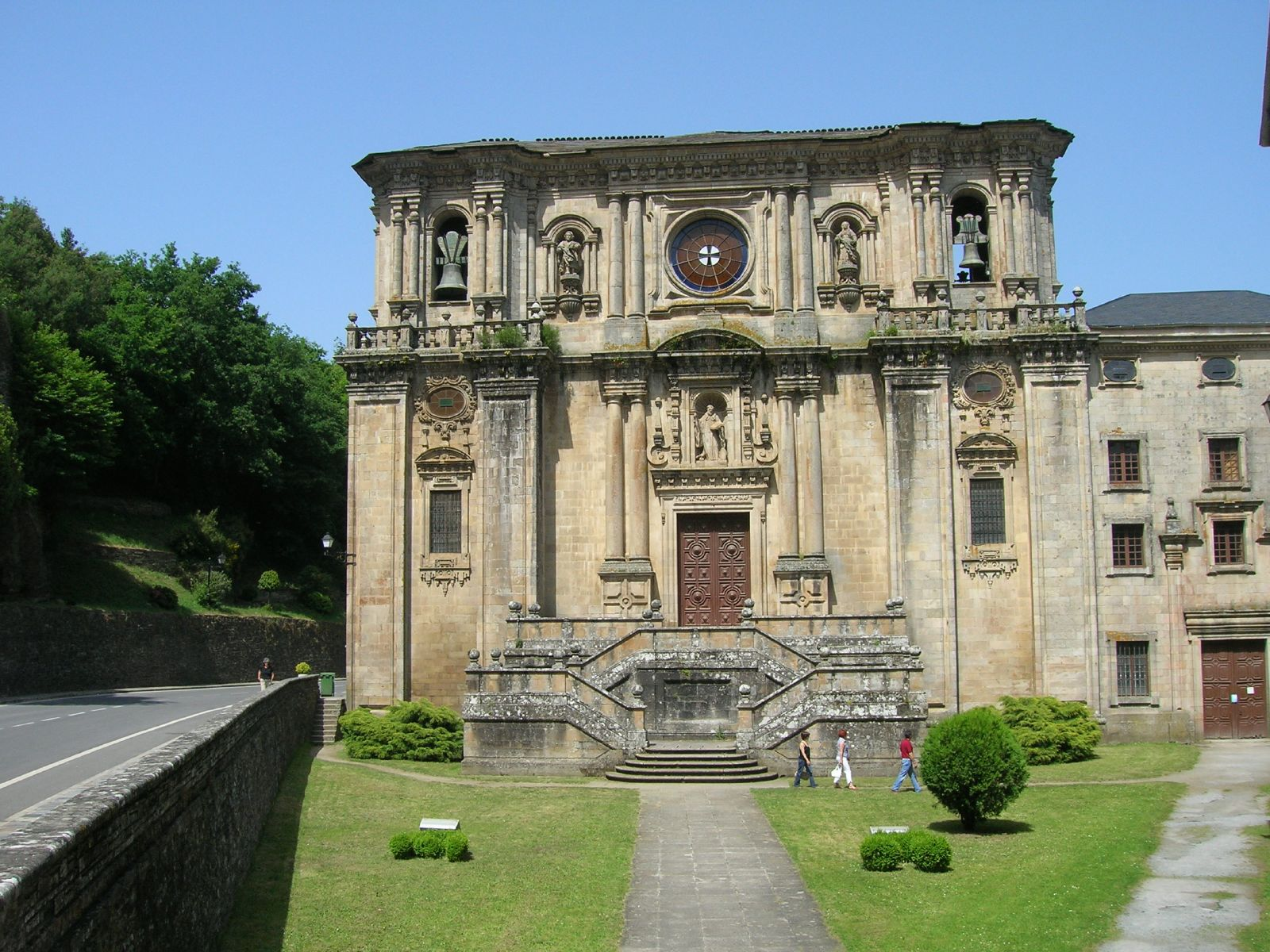
Fachada

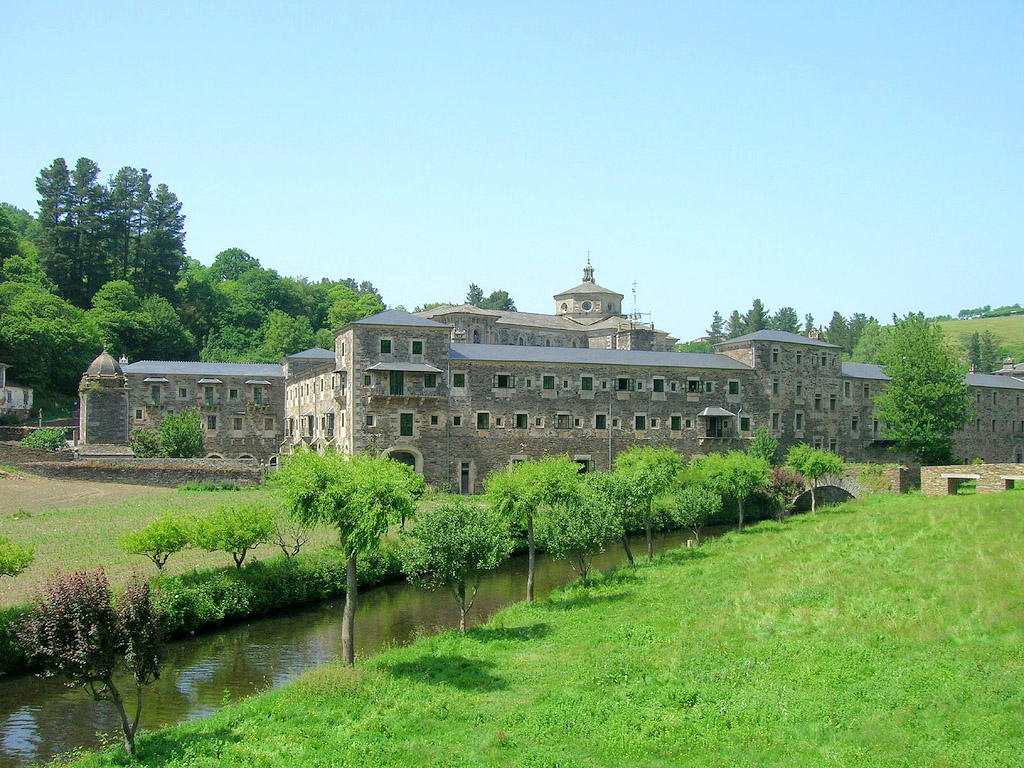

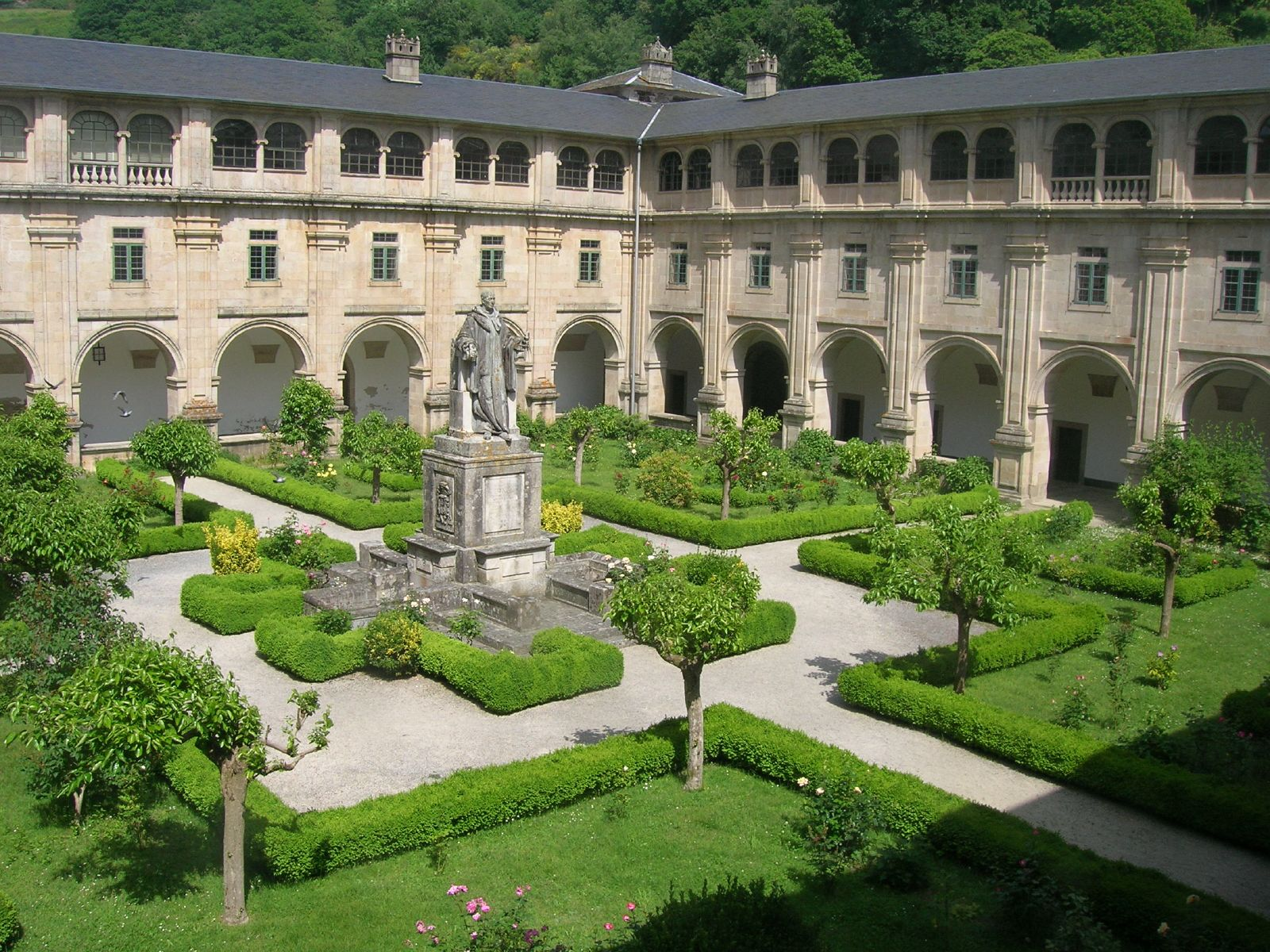
Claustro

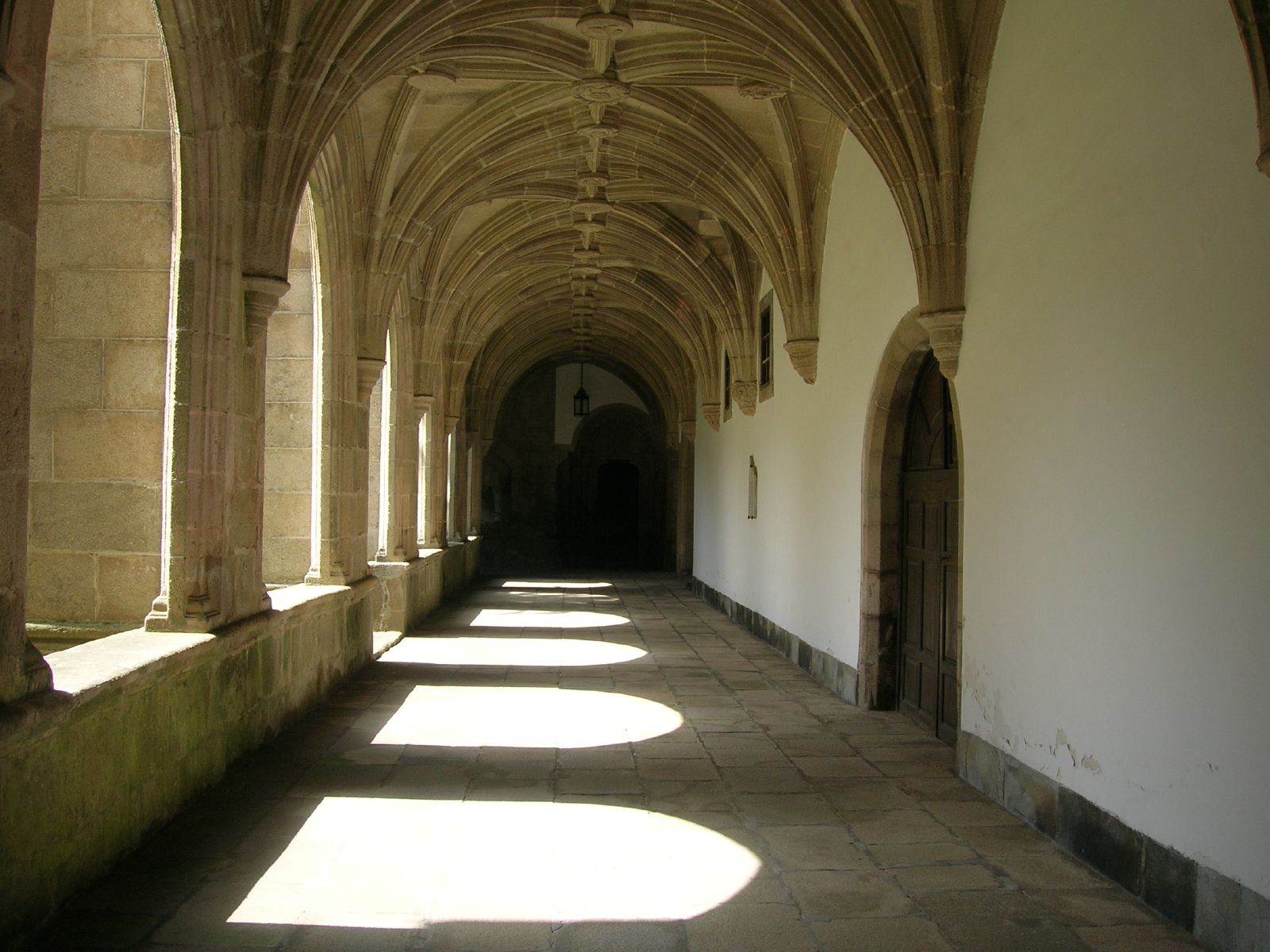
Claustro

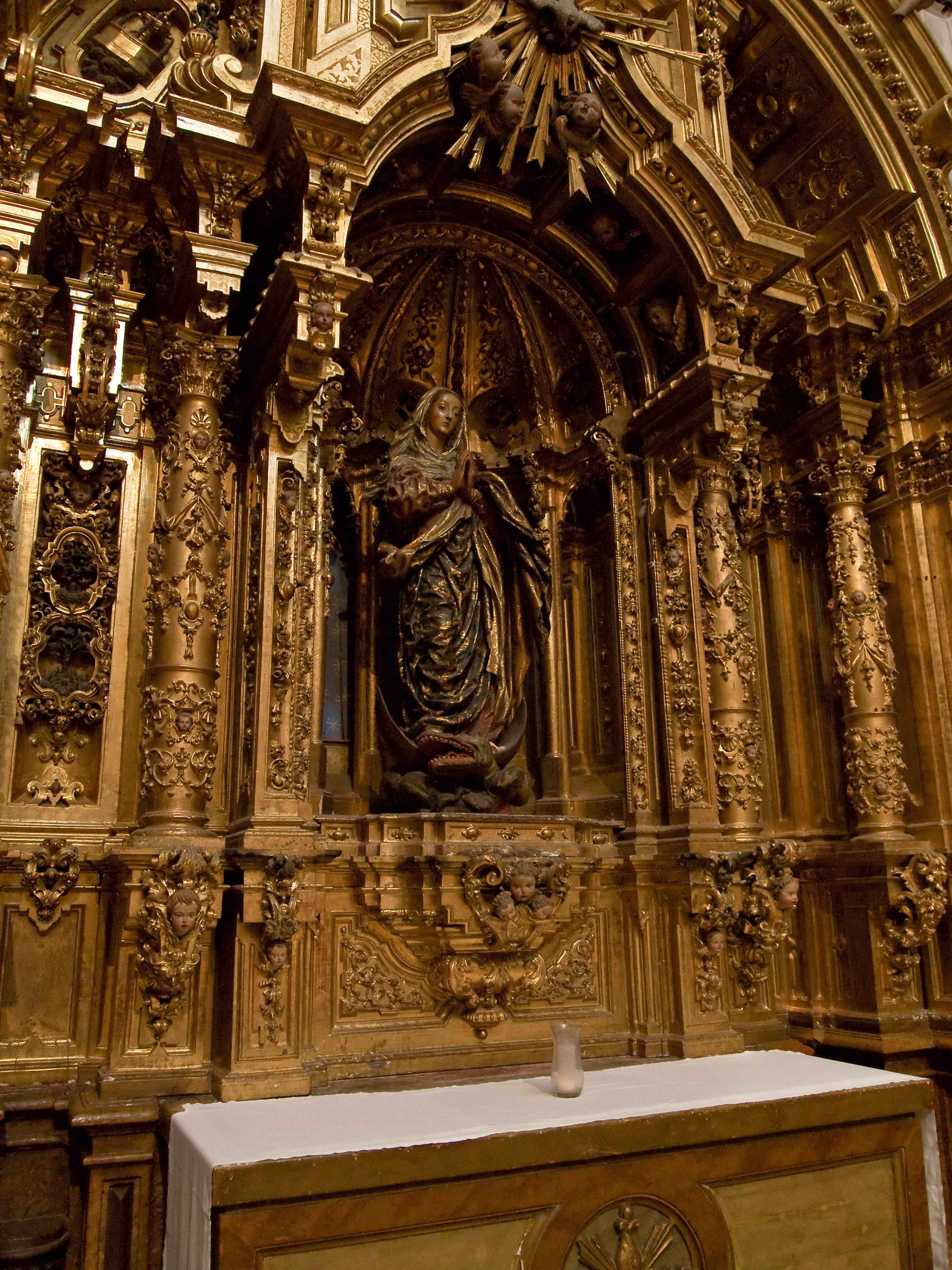
"A Inmaculada" de Francisco de Moure na igreja do mosteiro

O Mosteiro de São Julião de Samos é um mosteiro medieval situado no concelho do mesmo nome, na província de Lugo, Galiza. Pertencente à ordem dos beneditinos, foi fundado no século VI segundo a tradição por Martinho de Dume, chegando a ser um dos de maior importância da Galiza.

## História
A fundação é atribuída a S. Martinho de Dume. Sabe-se que foi renovado por São Frutuoso no século VII, mas o primeiro escrito que o menciona é de 665: uma inscrição nos muros do claustro da portaria que diz que foi reconstruído pelo bispo de Lugo Ermefredo. Depois desta restauração foi abandonado com a invasão muçulmana, até a reconquista do rei Fruela I das Astúrias, por volta de 760. Quando, anos mais tarde, este foi assassinado, nele encontraram refúgio sua viúva e seu filho, o futuro Afonso II, o Casto. Ganhou com isto a proteção real, começando pelas propriedades em média milha ao redor, que propiciaria seu crescimento. Em princípios do século X, o bispo de Lugo, Dom Ero, tentou ficar com o seu controlo e expulsou os monges. No mesmo século foi reocupado a pedido do rei Ordonho II e desde 960 a comunidade viveu sob a regra de São Bento, embora no século XII se somasse à reforma cluniacense com o bispo Dom João. 
O mosteiro de Samos desfrutou de grande importância durante a Idade Média, o que se reflete em que possuía duzentas vilas e quinhentos lugares. Em 1558, incorporado já a San Benito El Real de Valladolid, sofreu um incêndio que obrigou à sua total reedificação. A comunidade foi exclaustrada em 1835, embora os monges beneditinos regressassem em 1880. Sofreu outro incêndio em 1951, após o qual foi reconstruído.

## Descrição.
Nele encontram-se três estilos arquitetônicos, o tardo-gótico, o renascentista e o barroco.

### A igreja
A igreja, barroca, foi construída entre 1734 e 1748. Tem planta de cruz latina e três naves. O interior é luminoso e solene. A abóbada está iluminada por oito óculos e as pinturas dos quatro doutores marianos beneditinos (Anselmo, Bernardo, Ildefonso e Ruperto). O retábulo maior também é classicista e tem uma imagem do padroeiro do mosteiro, São Julião, obra de Xosé Ferreiro. A fachada, barroca, vai precedida de uma escadaria em forma de laço que recorda a do Obradoiro. Está dividida em dois corpos, com uma porta ladeada por quatro colunas de ordem dórica sobre pedestais, que se repetem no corpo superior ladeando o óculo. A sacristia, de finais do século XVIII, consiste numa abóbada de planta octogonal apoiada em arcos de volta perfeita. A biblioteca, de 31 m. de longo, conta com um fundo de 25 000 volumes.

### Os claustros
Conta com dois claustros. O Claustro Grande foi construído entre 1685 e 1689 e tem 3000m2 (54 m. de lado), pelo qual é o maior da Espanha. Conhece-se como "do padre Feijoo", por ter tomado este o hábito beneditino neste mosteiro em 1690, estando presidido por uma estátua sua, obra de Francisco Asorey. O estilo é uma combinação austera e simples de classicismo e herrerianismo: nove arcos de volta perfeita por cada lado no piso térreo, colunas dóricas nos dous primeiros andares e jônicas nos vitrais do terceiro. Os muros do andar superior foram decorados com cenas da vida de São Bento e são obra de Enrique Navarro, Célia Cortês e Xosé Luís Rodríguez.
O Claustro Pequeno ou "das Nereidas" foi construído entre 1539 e 1582 pelo monfortino Pedro Rodríguez, cujo nome aparece numa das chaves da banda Sudoeste. Imita o estilo gótico e conta com curiosos motivos de decoração, como a inscrição jocosa "O que olhas, bobo?" numa chave. O centro do claustro ocupa-o da fonte barroca das Nereidas, de começos do século XVIII.
O mosteiro foi colégio de Teologia e Filosofia e é parada importante do Caminho de Santiago, já que conta com uma hospedaria.